# DFC Prag
Deutscher Fussball Club Prag a fost un club de fotbal fondat de studenții evrei germani ai Universității Carolina din Praga. La origine clubul reprezenta departamentul de fotbal al Deutscher Eis- und Ruder-Club Regatta Prag fondat în 1891 de etnicii germani. În 1900, DFC Prague a fost membru fondator al Federației Germane de Fotbal (ger. Deutscher Fußball-Bund).